# Sacha Dénisant
Sacha Dénisant, pseudoniem van Petronella Jacoba Hendrika Dinissen (Arnhem, 27 augustus 1935) is een Nederlandse zangeres.

## Biografie
In 1954 solliciteerde ze bij Tom Manders, de artistieke leider van het revuecafé Saint-Germain-des-Prés. Ze zong een aantal Engelstalige liedjes, maar Manders zei dat hij voor het café liever Franstalige liedjes hoorde. Niet lang daarna deed ze onder de artiestennaam Sacha Dénisant  opnieuw auditie nu met Franstalig repertoire. Manders engageerde haar en Dénisant trad in de jaren vijftig op in het café met Franse shows. Ze was ook te zien in het maandelijkse programma Een avond in Saint Germain des Pres bij de  VARA-televisie, waar Manders het revuecafé liet nabouwen in de Studio Vitus te Bussum. Nadat Saint-Germain-des-Prés zijn activiteiten staakte, ging Dénisant verder met haar zangcarrière. Ze maakte in 1961 deel uit van de Nederlandse ploeg die optrad tijdens het songfestival van Knokke. Ze zong nu ook in andere talen dan alleen Frans en werkte mee aan allerlei radio- en televisieprogramma’s, ook maakte ze tournees met onder andere Henk Elsink, Jan Blaaser en Joop Doderer. Een bekend Nederlands liedje van haar is “Je had een jongen moeten zijn” (1958).
In 1959 was ze te zien in een piepklein rolletje in de Amerikaanse oorlogsfilm The Last Blitzkrieg, opgenomen op de Veluwe, met in de hoofdrol Van Johnson. Ook Ton van Duinhoven, Yoka Berretty Fred Oster, Gijsbert Tersteeg en Chris Baay speelden mee.